# Padbol
El padbol és un esport d'equip que consisteix en la fusió del futbol i el pàdel. Hui en dia està present en més de 20 països. Actualment es practica a Alemanya, Argentina, Austràlia, Bèlgica, Bolívia, Brasil, Xile, Dinamarca, Equador, Espanya, Estats Units, Finlàndia, França, Itàlia, Mèxic, Noruega, Panamà, Paraguai, Portugal, Puerto Rico, Romania, Suècia, Suïssa i Uruguai.

## Història
El Padbol va ser ideat en 2008 per Gustavo Miguens, qui va buscar donar-li més dinamisme al futbol-tennis. Va introduir les parets i a partir de regles simples, gràcies a la variabilitat dels rebots i la no necessària habilitat futbolística, va buscar fer del padbol un esport modern. La primera pista de Padbol es va instal·lar en La Plata a primers de 2011, i després ràpidament es va expandir per Argentina i es van crear pistes en Mar del Plata, Necochea, Rojas, Punta Alta, Ushuaia, entre d'altres, aconseguint molts adeptes als pocs anys del seu llançament.
En 2013 es va realitzar el primer Mundial de Padbol que va consagrar com a campions mundials a la parella espanyola conformada per Eleazar Ocaña i Toni Palacios.
En 2014 va ser la segona edició i va coronar novament a una parella espanyola, Juanmi Hernández i Juan Alberto Ramón.
En 2016 es va disputar la tercera Copa Mundial en Punta del Este, Uruguai, on es va coronar novament Espanya amb Juanmi Hernández, Juan Alberto Ramón i Miguel Ángel Barceló després d'un 6-3, 4-6, 6-3 davant la parella argentina conformada per Gonzalo Maidana i Tomás Labayen. La modalitat femenina va tenir la seua primera edició, on van triomfar les romaneses Gherghel i Chiar davant les espanyoles Rodríguez i Flores.

### Primers països
Des de la seua creació, la pràctica d'aquest esport s'ha estès a diversos països, destacant-se no només a l'Argentina, sinó també a Espanya, Uruguai, Brasil, Itàlia.

### Expansió
El Padbol va començar a obrir-se nous camins tant a Amèrica amb Mèxic, com a Europa amb Portugal, Suècia (Romania).
En 2015 es van sumar Austràlia, França, Panamà, Dinamarca, Suïssa i Xina. En 2016 es van sumar els Estats Units.
En 2017 es van sumar Bèlgica, Puerto Rico, Alemanya, Bolívia, Equador i Paraguai. En 2018 es va sumar Xile.

### Arribada a Catalunya
Les primeres pistes a Catalunya es van fer a Rubí i tot seguit a Cunit. Posteriorment van arribar a Barcelona, a les instal·lacions del Martinenc. L'any 2020, el padbol va aterrar a Girona, a les pistes de Padbol Girona Arxivat 2020-11-01 a Wayback Machine. i també a Vilafant, a Figueres.

## Camp de joc o pista

### Dimensions de la pista
L'àrea de joc és un rectangle de 10 metres de llarg per 6 metres d'ample
(mesures interiors). Es divideix transversalment per una xarxa que està suspesa per un cable metàl·lic d'un diàmetre màxim d'1 centímetre, els extrems del qual es troben subjectes a dos pals de sustentació, i les seues cares interiors coincideixen amb els límits laterals de la pista.

### Fons
En cadascun dels fons de l'àrea de joc hi ha un frontó i dues
parets laterals unides a ell. El frontó i les parets laterals han de mesurar com a mínim 2,50 metres i ser iguals entre ells.

### Xarxa
La xarxa de filferro pot ser artístic o romboïdal; la grandària de l'obertura de la malla (mesura en les seves diagonals) ha de ser major a 4,50 centímetres i inferior a 5,75 centímetres. A més ha de permetre el rebot de la pilota sobre ella.
L'altura de la xarxa té entre 90 i 100 centímetres al centre i de 100 centímetres com a màxim en els seus extrems, i està mantinguda tirant cap avall al punt central mitjançant una cinta de color blanc i ample no major a 5 centímetres (corretja central). Una faixa o banda del mateix color i lliure d'inscripcions i ample mínim de 6 centímetres i màxim de 8 centímetres -igual a banda i banda de la xarxa- cobrirà el cable metàl·lic en tota la seua longitud.
A banda i banda de la xarxa i paral·lelament a la mateixa es demarquen les línies de servei o servei de 5 centímetres d'ample, a partir de 3,25 metres de la xarxa. Així mateix, les dues àrees que així queden compreses entre la xarxa i les línies de serveis estaran dividides exactament a la meitat per una línia perpendicular a aquestes de 5 centímetres d'ample i definida com a línia central de servei.

### Accessos
Deu haver-hi almenys un accés a la pista amb un ample mínim de 0,60 metres i una altura mínima de 2 metres per costat. Pot tenir, o no, una porta. En el cas que els accessos al camp de joc no posseesquen portes, aquests han de situar-se al costat de la xarxa i tindre un ample de 0,60 a 1,00 metre cap a cada costat de la mateixa. En el cas de posseir portes, el disseny d'elles no ha de perjudicar el desenvolupament del joc.

## Àrees o zones de joc

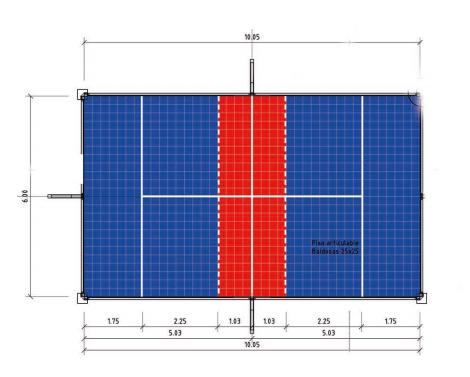
Àrees de joc en el padbol.

Existeixen tres zones: Zona de Servei, Zona de Recepció i Zona Roja.
Zona de servei: És on el sacador ha de trobar-se per efectuar els seus serveis i està delimitada per la línia que es troba a 3,25 metres de la xarxa, les parets laterals i la paret de fons.
Zona de recepció: És la que es troba entre la xarxa, la línia central de servei, la línia
divisòria que va de costat a costat de la pista (a l'ample) i el lateral de vidre i/o paret que tanquin aquest perímetre. Les línies marcades en el pis queden incloses en el Rectangle vàlid per al servei.
Zona roja: És l'àrea que es forma a un metre per a cada costat de la xarxa, delimitada amb
una línia entre tallada i a l'ample de tota la pista. Ha de ser roja.

## Puntuació
Els partits es disputaran al millor de 3 sets o etapes, podent efectuar-se
com a màxim al millor de 5 sets. S'utilitza el sistema de puntuació del tennis.

## La pilota de padbol
La pilota ha de tenir una superfície externa uniforme i ha de ser de color blanc o groc.
En el cas que tinga costures, les mateixes seran sense puntades.
El seu perímetre ha de ser de 670 mm i haurà de ser de poliuretà i el seu pes pot variar entre 380 grams a 400 grams.

## El partit

### El servei
El jugador que realitza el servei, deu parar-se amb tots dos peus darrere de la línia de servei i fer picar la pilota dins aquesta mateixa zona abans d'impactar a la pilota. El bot de la pilota, abans d'efectuar el servei, no haurà de superar l'altura dels malucs de qui fa la sacada.
La zona habilitada per al bot correcte de la pilota en el servei del costat del receptor serà la compresa entre la xarxa, la línia central de servei, la línia divisòria que va de costat a costat de la pista i el lateral de vidre i/o paret que tanquen aquest perímetre. Les línies marcades en el pis queden incloses en el Rectangle de Servei.
En cas de no complir-se alguna d'aquestes especificacions, es considerarà falta, i es procedirà a realitzar un segon servei, amb les mateixes pautes que té el primer. En cas de fallar un segon servei, serà punt per a la parella contrària.

### Continuació del joc
Després de realitzat el servei, la pilota estarà en joc i, tret que s'indique Falta o Tornada, romandrà en joc fins que s'acabe el punt. La pilota serà copejada alternativament per un i un altre jugador del mateix equip amb un mínim de dos cops i fins a un màxim de tres. Una vegada esgotat l'últim dels cops, la pilota haurà de ser llançada cap al camp rival on la parella contrària tindrà també la recepció i els dos cops corresponents com a mínim i els tres com a màxim.

### Ús de parets

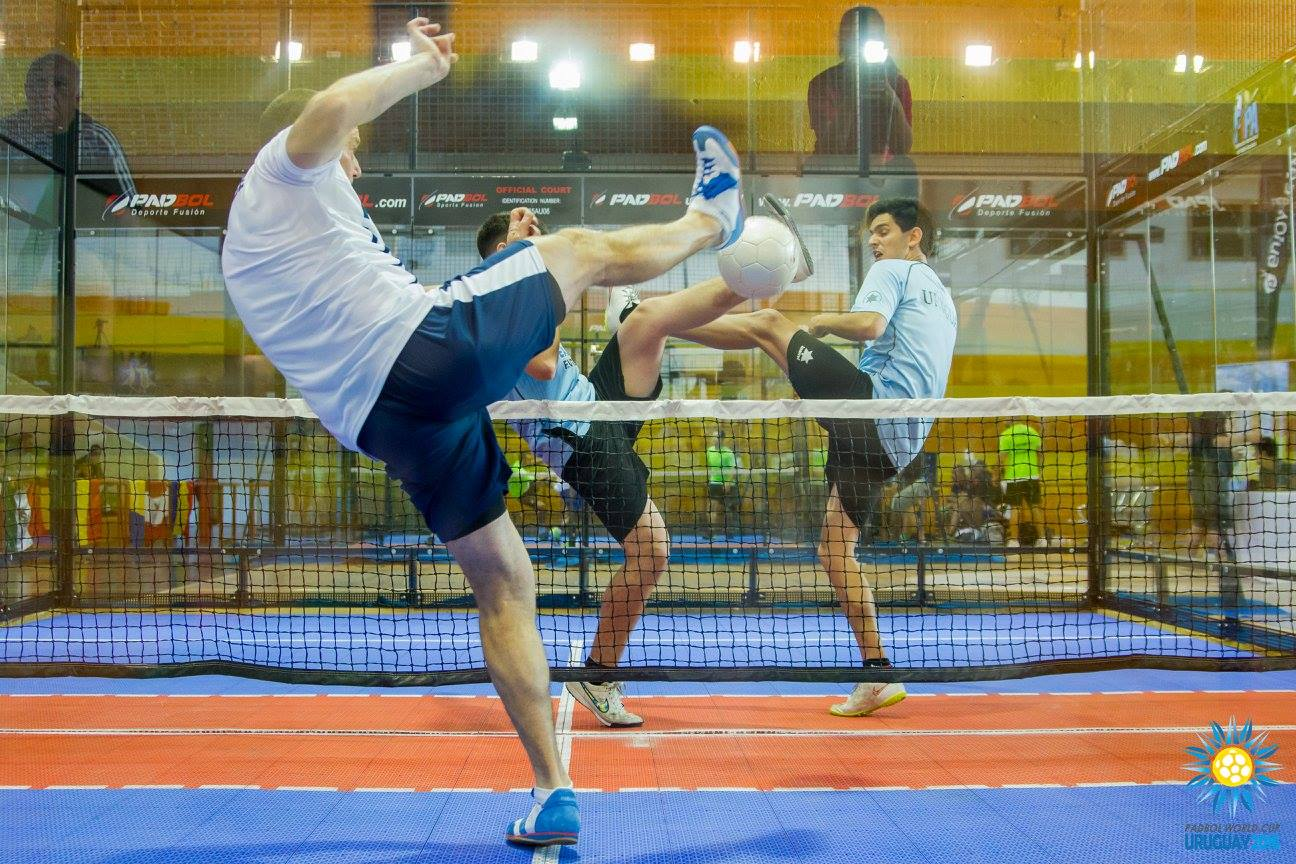
Volea

Les parets es poden usar per provocar rebots cap al camp contrari, és a dir, qualsevol jugador podrà retornar la pilota d'un sol cop sempre que la faça rebotar contra una de les parets laterals o de fons. A més de poder passar-la al camp contrari a través de les parets, també pot passar-la-hi al seu company per mitjà de la paret, sense que aquest rebot compte com un dels tres permesos.

### Cop directe en zona roja
Després d'un servei, el jugador receptor no podrà copejar a l'aire la pilota. Però exceptuant la devolució, la pilota sí que podrà ser jugada en volea per qualsevol jugador i amb qualsevol part del cos (excepte braços, avantbraços i mans), sempre que estiga tocant part de la zona de color roig.

## Competicions

### Copa Mundial de Padbol

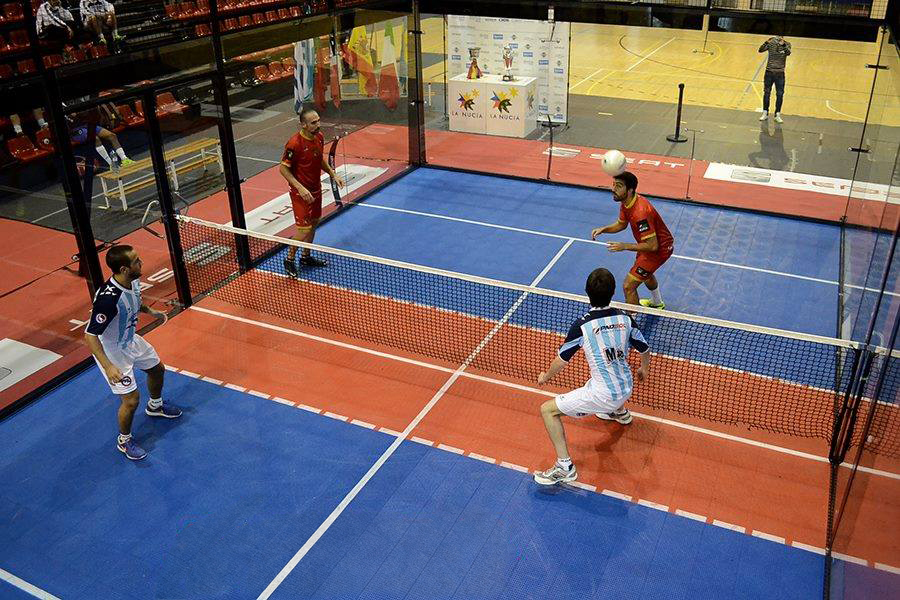
Partit de Padbol corresponent al Mundial 2014 - Argentina vs Espanya.

Al març de 2013 es va realitzar el primer campionat del món de Padbol en La Plata, Argentina. La parella espanyola conformada per Eleazar Ocaña i Toni Palacios es va imposar en la final sobre els seus compatriotes Can Saiz i Claudio Rodríguez Alonso, consagrant-se com els primers campions en la història del padbol.
Al novembre de 2014 es va realitzar la segona edició del Mundial de Padbol. La seu va ser La Nucia. Es van consagrar campions els mallorquins Juan Alberto Ramón i Juan Miguel Hernández, davant Eleazar Ocaña i Toni Palacios.
La tercera edició del mundial es va ser al novembre de 2016 a Punta del Este, Uruguai, on es va coronar novament Espanya amb Juanmi Hernández, Juan Alberto Ramón i Miguel Ángel Barceló després d'un 6-3, 4-6, 6-3 davant la parella argentina conformada per Gonzalo Maidana i Tomás Labayen. La modalitat femenina va tenir la seua primera edició, on es van consagrar les romaneses Anemaria Gherghle i Flory Chiar davant les espanyoles Patricia Flores i María Rodríguez.
El Mundial de Padbol de 2018 es va realitzar a Romania i hi van participar Juan Alberto Ramón y Juanmi Hernández en representació d'Espanya.

### Copa Intercontinental de Padbol
Aquesta competició va representar els clubs de les diferents associacions. Al novembre de 2015 es va disputar en les Illes Canàries la primera edició d'aquest torneig en el qual van participar clubs de 10 països. El guanyador va ser Padbol Canario (Almeida/Belza) després d'un 6-3 6-3 a la Meca Padbol Club (Maidana/Narbaitz), de l'Argentina.

### Tornejos Continentals
- Eurocopa de Padbol 2017: La primera edició es va disputar al setembre de 2017 a Constança, Romania, i va reunir a vuit associacions (Romania, Espanya, Portugal, França, Alemanya, Suècia, Bèlgica i Itàlia). Espanya es va consagrar campiona amb la parella conformada per Juanmi Hernández i Miguel Ángel Barceló.
- Copa Amèrica de Padbol 2017: Sorocaba, Brasil, va ser la seu del debut continental. Argentina, amb el trio Maidana. G-Labayen-Maidana.R, es va consagrar campiona després d'imposar-se en tres sets en la final davant Uruguai (Bueno-Sanroman).[31]

### Tornejos Regionals
- Copa 2 Nacions: Torneig entre les associacions de l'Argentina i Uruguai. El juny de 2016 es va disputar en La Meca Padbol Club, La Plata, la primera edició, que va guanyar Argentina.[32]

### Tornejos nacionals
Cada associació realitza Tornejos Nacionals que atorguen contingents per als Tornejos Internacionals.
- Espanya: Campionat Nacional de Padbol d'Espanya
- Argentina: Campionat Nacional de Padbol Argentina 2016

## Rànquing
| Any  | Primer lloc                | Segon lloc                | Tercer lloc                               |
| ---- | -------------------------- | ------------------------- | ----------------------------------------- |
| 2017 | Juanmi Hernández (2170pts) | Gonzalo Maidana (2000pts) | Tomás Labayen (1870pts)                   |
| 2016 | Ramón/Hernández (2340pts)  | Gonzalo Maidana (2005pts) | Lisandro Narbaitz (1905pts)               |
| 2015 | Maidana/Narbaitz (1290pts) | Ocaña/Palacios (1130pts)  | Almeida/Santana (1100pts) Ramón/Hernández |
| 2014 | Ocaña/Palacios (2450pts)   | Ramón/Hernández (2200pts) | Barceló/Suau (1400pts)                    |
| 2013 | Ocaña/Palacios (1900pts)   | Saiz/Rodríguez (1500pts)  | Bernabé/Macia (1150pts)                   |